# Girls' Generation
Le Girls' Generation (소녀시대?, 少女時代?, Sonyeo SidaeLR, Sonyŏ SidaeMR) sono un gruppo musicale sudcoreano di otto membri (nove, dal debutto fino al 2014) formatosi a Seul nel 2007. Tra le figure di spicco della Corea del Sud e i gruppi K-pop più famosi in tutto il mondo, le Girls' Generation hanno ottenuto numerosi riconoscimenti e, grazie ad essi, il soprannome di  "The Nation's Girl Group"  ("Il Girl Group della Nazione") nel loro paese d'origine.

## Nota sul nome
In Corea, il gruppo è chiamato Sonyeoshidae (소녀시대) o con l'acronimo SNSD e le ragazze vengono amichevolmente soprannominate SoShi (소시). Il nome Girls' Generation significa "l'era del dominio delle ragazze è arrivata". In Giappone, il gruppo viene chiamato Shojo Jidai (少女時代?, Shōjo Jidai) o SJJD. In Cina, viene chiamato 少女时代 (semplificato) o 少女時代 (tradizionale) (Mandarino: shaonu shidai; Cantonese: siuneoi sidoi).

## Storia

### Pre-debutto
Dopo il successo del primo gruppo femminile SES e successivamente del numeroso gruppo boy band Super Junior, la S.M. Entertainment decise di far debuttare un nuovo gruppo femminile con un nuovo concept. Per quasi due anni, sui siti web coreani si speculò su quali tra le tante tirocinanti avrebbero fatto parte della formazione. I membri scelti furono fatti allenare principalmente nel canto e nel ballo, e alcuni anche nella recitazione e moda. Essi, inoltre, erano già apparsi nelle riviste, pubblicità, serie televisive e film; una delle ragazze scelte, Sooyoung, aveva debuttato sul mercato giapponese nel 2002 come parte del duo pop Route θ, che tuttavia si sciolse l'anno dopo. In questo periodo, il gruppo subì alcune modifiche, con l'aggiunta o l'abbandono dei membri, arrivando ad avere una formazione di nove ragazze. Prima del loro annuncio, si vociferava che il gruppo si sarebbe chiamato 'Super Girls', in contrapposizione con i colleghi di casa discografica Super Junior.
Il primo membro del futuro gruppo ad unirsi alla S.M. Entertainment come tirocinante fu Jessica nel 2000, durante una vacanza di famiglia in Corea del Sud. Sempre nel 2000, Sooyoung e Hyoyeon furono selezionate alle 2000 SM Open Audition. La terza fu Yuri, che si classificò seconda alla 2001 SM Youth Best Dancer Competition. L'anno successivo fu scelta Yoona, che passò il provino cantando e ballando canzoni delle sue artiste preferite, BoA e Britney Spears, alle 2002 SM Saturday Open Casting Audition. Seohyun venne notata da un agente della compagnia e fece il provino nel 2003. Quella che sarebbe stata poi la leader del gruppo, Taeyeon, entrò nella compagnia dopo aver vinto il "Best Singer 1st Place & Grand Award" al SM's 8th Annual Best Contest nel 2004. Nell'ottobre dello stesso anno, Tiffany fece l'audizione al SM's Starlight Casting System a Los Angeles e si unì all'agenzia. Il nono e ultimo membro che entrò a far parte del gruppo fu Sunny, nipote del fondatore dell'agenzia, Lee Soo-man, che entrò alla S.M. Entertainment nel 1998, allenandosi e studiando per cinque anni, poi si trasferì alla Starworld e diventò membro del duo Sugar, che non debuttò mai. Successivamente, sotto raccomandazione della cantante Ayumi, ritornò alla S.M. Entertainment nel 2007.

### 2007-2008: debutto eGirls' Generation

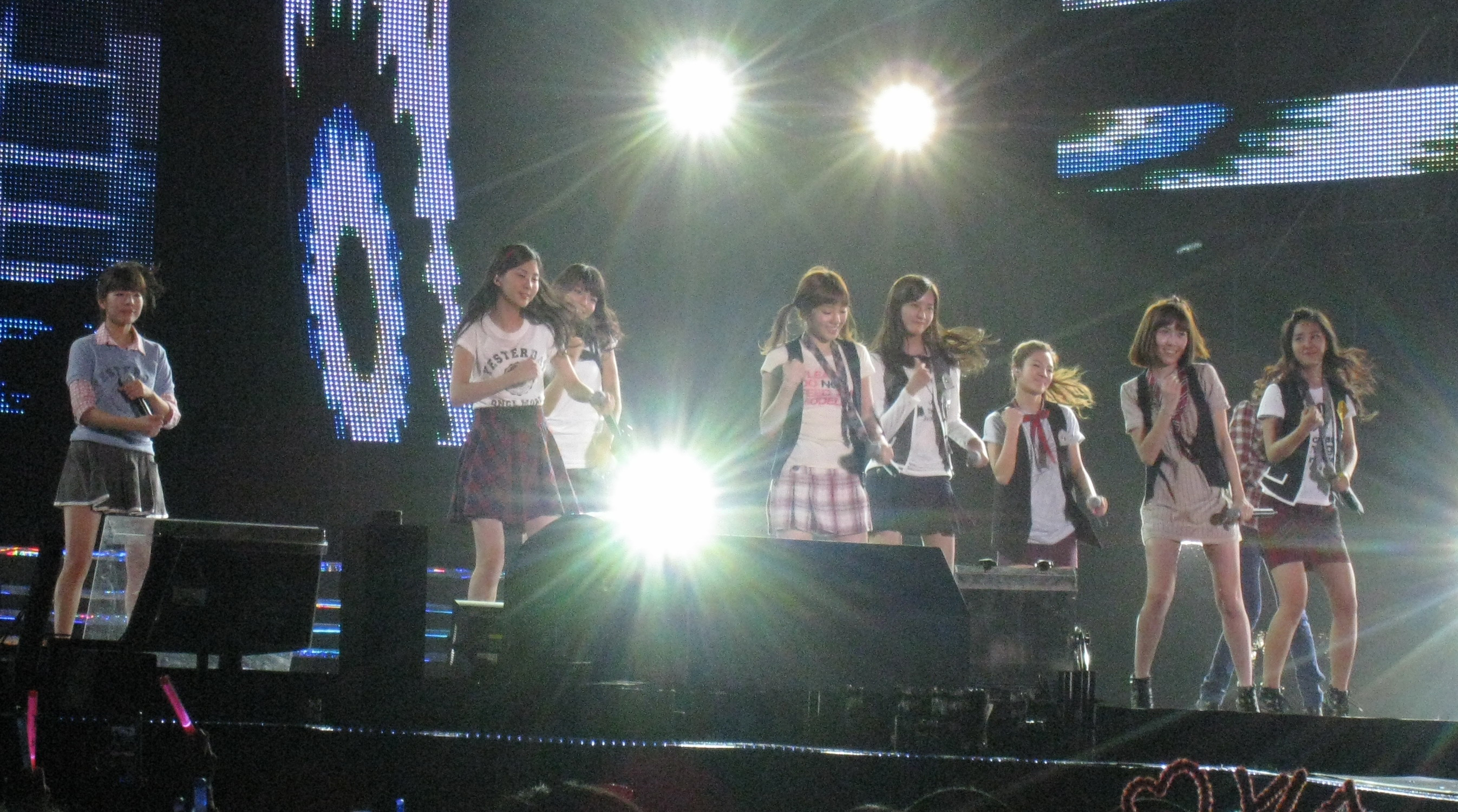
Le Girls' Generation si esibiscono al SM Town Live '08 a Bangkok nel 2008.

Nel luglio 2007, prima dell'effettivo debutto, le Girls' Generation si esibirono al Mnet's School of Rock con il loro futuro primo singolo "Into the New World" (다시 만난 세계). Qualche mese dopo presero parte ad un documentario autobiografico intitolato Girls' Generation Goes to School, il quale racconta la storia del gruppo e fu registrato sotto la direzione di Mnet.
Il primo disco del gruppo fu pubblicato subito dopo, contenente la canzone di debutto "Into the New World" e altre due canzoni, "Beginning" e "Perfect for You". Il debutto ufficiale delle Girls' Generation avvenne il 5 agosto 2007 nel programma televisivo Inkigayo con "Into the New World", che raggiunse la prima posizione nel programma musicale M! Countdown. Nel tardo autunno 2007 pubblicarono il primo album discografico omonimo, Girls' Generation, con il brano "Girls' Generation" (소녀시대), remake della canzone di Lee Seung-cheol del 1989. Le promozioni per l'album iniziarono ai primi di novembre e in totale vendette più di 100 000 copie: l'ultimo gruppo femminile pop sudcoreano a raggiungere questo traguardo furono le SES. Il disco contiene otto nuove tracce e i singoli precedenti, "Into the New World" e "Perfect For You" (reintitolata per l'occasione "Honey").
Il 2008 iniziò per il gruppo con le promozioni del loro secondo singolo tratto dall'album, "Kissing You", il quale arrivò al primo posto nella classifica del febbraio di quell'anno Music Bank, Inkigayo e M! Countdown. A marzo, l'album venne ristampato con il titolo Baby Baby; il singolo al suo interno, intitolato sempre "Baby Baby", fu pubblicato il 17 marzo e usato per promuovere il disco fino ad aprile. Nel frattempo Jessica, Tiffany e Seohyun si esibirono con la canzone "Bad Brother" (오빠 나빠 - Oppa nappa), distribuita digitalmente ad aprile e contenuta nell'EP pubblicato il 1º dicembre 2008 Roommate: Emotional Band Aid di Roommate della Purple Communication. Più tardi, le tre ragazze pubblicarono insieme "It's Fantastic!" come colonna sonora del videogioco della Nexon Mabinogi, con l'interpretazione di Tiffany nel video musicale. Ad ottobre fu trasmesso il reality show di Mnet Factory Girl, che vide i membri lavorare come stagisti per la rivista di moda Elle Girl, e negli ultimi mesi del 2008, parteciparono al concerto SM Town Live '08 insieme ad altri artisti della S.M. Entertainment.

### 2009-2010:Gee,Genie, successo crescente e debutto in Giappone

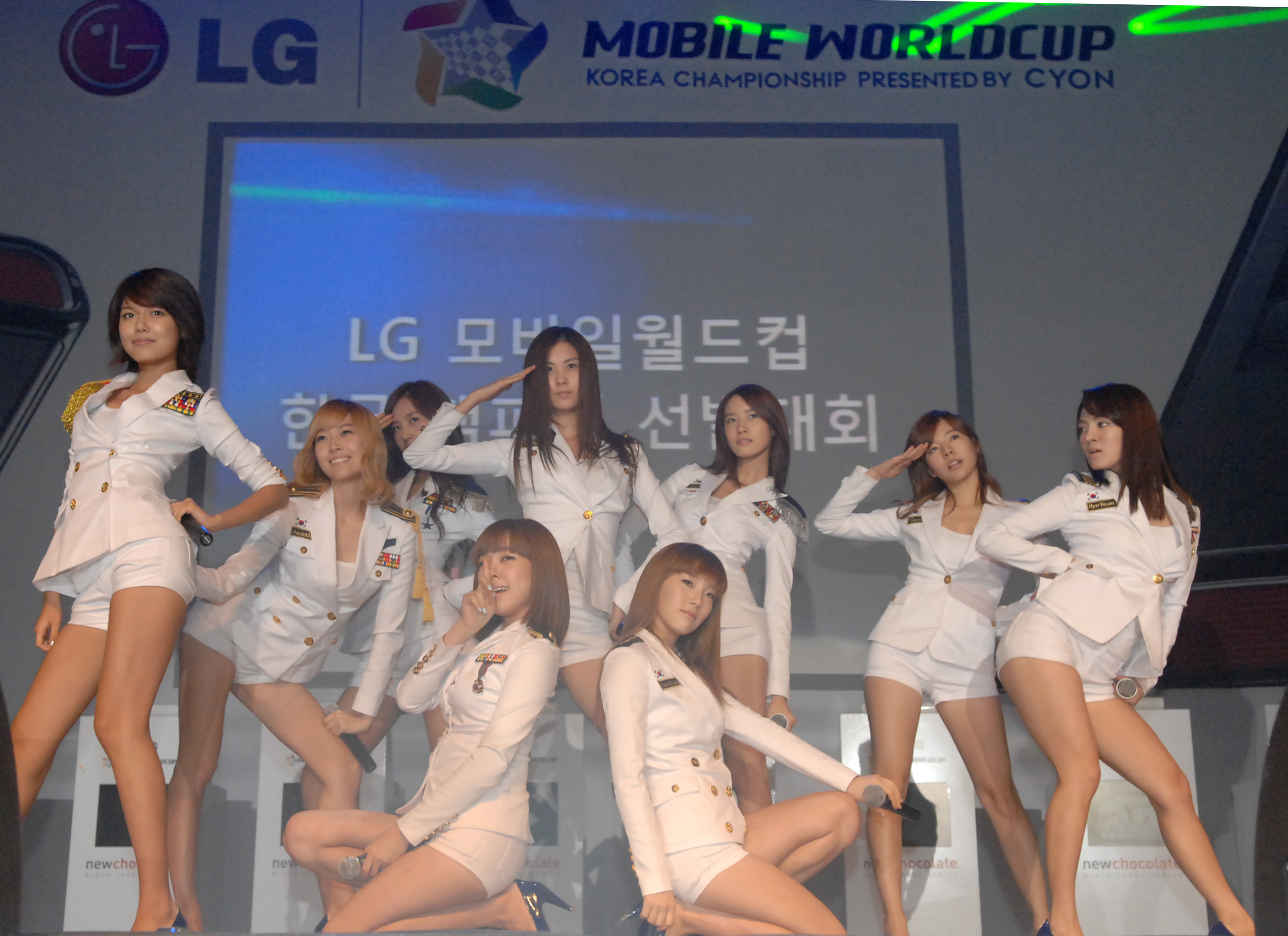
Le Girls' Generation si esibiscono con "Genie" alla LG Mobile Worldcup nel 2009.

Il 5 gennaio 2009 uscì il brano Gee, che raggiunse il primo posto nelle classifiche musicali quello stesso giorno, conseguendo un all-kill, e restò in vetta per diverse settimane consecutive: otto nelle classifiche Mujikon, Mnet e Melon; sette nella Dosirak, sei nella Muse e quattro nella Baksu. Venne inoltre nominato "brano più noto del decennio in Corea del Sud" sul negozio di musica online MelOn, e detiene il record di campione di incassi più a lungo in esecuzione nel programma Music Bank, dopo essere stato al primo posto per nove settimane consecutive. Dopo una breve pausa, tornarono sulle scene con il singolo "Tell Me Your Wish (Genie)", il cui EP fu pubblicato digitalmente il 22 giugno e fisicamente il 29 giugno. In pochi giorni, la canzone raggiunse il primo posto in dieci diverse classifiche musicali. L'EP vendette, secondo le stime, più di 50 000 copie durante la prima settimana (quasi il doppio di Gee), un traguardo raro per un girl group coreano.
A novembre, la S.M. Entertainment annunciò l'Into The New World Tour. I biglietti vennero messi in vendita il 9 novembre e andarono esauriti in 3 minuti. Il tour iniziò allo stadio olimpico di Seul il 19 e il 20 dicembre, e proseguì per tutta l'Asia.

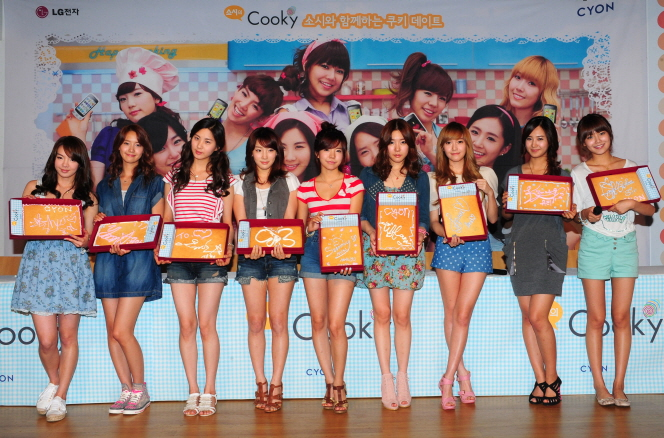
Le Girls' Generation testimonial della LG nel 2010.

Il 28 gennaio 2010, la SM Entertainment pubblicò il secondo album esteso del gruppo, Oh!. Il singolo omonimo uscì digitalmente il 25 gennaio, mentre il video musicale due giorni dopo. Oh! fu secondo nella classifica Hanteo degli album più venduti nella prima metà dell'anno, mentre il suo MV fu il video più visto in Corea nel 2010. Raggiunse il primo posto anche nelle classifiche di Hong Kong ed entrò nella top ten a Taiwan e in Giappone. Il 17 marzo venne pubblicato digitalmente il nuovo singolo "Run Devil Run". A metà giugno, fu annunciato il debutto giapponese del gruppo. "少女時代到来～初来日記念盤～" (Girls' Generation's Arrival ～ First Time in Japan Commemoration Disc ～), un DVD contenente sette dei video musicali, fu pubblicato l'11 agosto. Durante la prima settimana vendette 23 000 copie, piazzandosi quarto nella classifica settimanale Oricon dei DVD più venduti, e terzo in quella settimanale dei DVD musicali, rendendo le Girls' Generation il primo gruppo femminile k-pop ad entrare nella top 5 dei DVD.
Il 25 agosto, la band tenne il primo concerto all'Ariake Coliseum. Con 10.000 fan invitati, fu l'evento di debutto in Giappone di un artista coreano più grande di sempre. A causa dell'elevato numero di partecipanti (almeno 22.000), lo show fu proposto tre volte anziché una. Durante il concerto fu anche svelato il video giapponese di "Genie". Il singolo debuttò al quinto posto della classifica giornaliera Oricon nella stessa data della sua pubblicazione, salendo poi alla seconda, mentre fu quarto nella classifica settimanale Conquistò anche il primo posto su iTunes Japan e Rekochoku. Il 20 ottobre, uscì il secondo singolo giapponese, "Gee". Una settimana dopo, il gruppo pubblicò il terzo EP coreano, Hoot. Il video del singolo omonimo fu messo online il 28 ottobre.

### 2011:Girls' Generation, debutto negli Stati Uniti eThe Boys

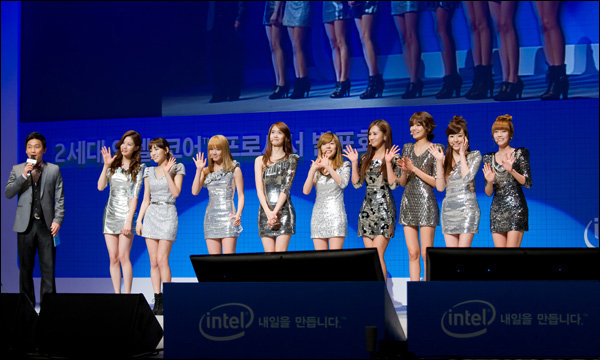
Le Girls' Generation al Visual Dream World Première Showcase.

Nel 2011, il gruppo tornò sul mercato giapponese con la versione nipponica di "Run Devil Run", pubblicata come singolo digitale il 25 gennaio, e con il terzo singolo giapponese "Mr. Taxi / Run Devil Run" il 27 aprile. "Mr Taxi" fu la loro prima canzone originale in tale lingua. Il 1º giugno, inoltre, pubblicarono il primo album esteso nipponico, Girls' Generation, promosso attraverso il primo tour giapponese, il The 1st Japan Arena Tour, che cominciò ad Osaka il 31 maggio 2011, concludendosi un mese e mezzo dopo con quattordici concerti in sei città.
Girls' Generation fu certificato disco di platino (250 000 copie vendute) dalla Recording Industry Association of Japan il 14 giugno 2011, e doppio disco di platino (500 000 copie vendute) l'8 luglio, rendendole il primo gruppo femminile sudcoreano a ricevere quest'ultimo riconoscimento. Come risultato della loro crescente popolarità, le Girls' Generation diventarono le artiste straniere a guadagnare di più in Giappone nella prima metà del 2011. Entro la fine dell'anno, l'album aveva venduto più di 728 000 copie, e fu il quinto disco più venduto in Giappone nel 2011. Ad oggi il loro album di maggior successo, Girls' Generation fu certificato "Million" dalla RIAJ, rendendole le seconde artiste coreane a raggiungere l'obiettivo dopo BoA.
Il Girls' Generation 2nd Asian Tour fu annunciato a giugno e i biglietti furono messi in vendita il 7 del mese. Il 24 luglio, il gruppo fu scelto dalla SISA Press come intrattenitore più influente nel 2011 in Corea del Sud. Preparandosi a entrare nel mercato internazionale, le Girls' Generation firmarono un contratto con la Universal Music Group per debuttare negli Stati Uniti sotto la Interscope Records. L'EP The Boys sarebbe dovuto uscire su iTunes e vari siti musicali il 5 ottobre, ma fu posticipato al 19 per renderlo un album esteso. La title track, "The Boys", prodotta da Teddy Riley e scritta anche da Tiffany, uscì in tre lingue: coreano, inglese e giapponese. Pur non riuscendo a entrare nella Billboard Hot 100, raggiunse la top 30 di iTunes, vendendo più di 21 000 copie e diventando una delle canzoni k-pop più vendute, a quell'epoca, negli Stati Uniti. L'album omonimo vendette 227 994 copie in dodici giorni in Corea del Sud e, con altre 150 000 copie vendute per la fine di dicembre, arrivò a un totale di 385 348 copie, diventando il terzo album più venduto del 2011.
Il 7 dicembre 2011, fu annunciato il repackage dell'album giapponese Girls' Generation, per includervi la versione nipponica di "The Boys", i remix di "The Great Escape", "Bad Girl" e "Mr. Taxi", e il brano inedito "Time Machine". L'album fu pubblicato il 28 dicembre. Si posizionò quinto nella classifica settimanale Oricon durante la seconda settimana di gennaio 2012, e la Oricon annunciò che era la prima volta che un artista coreano riusciva a restare nella top 10 per diciassette settimane. A detenere precedentemente il record era la colonna sonora originale del drama coreano Gyeo-ul yeon-ga (Winter Sonata), che resistette per sedici settimane.

### 2012: attività internazionali, TaeTiSeo eGirls & Peace

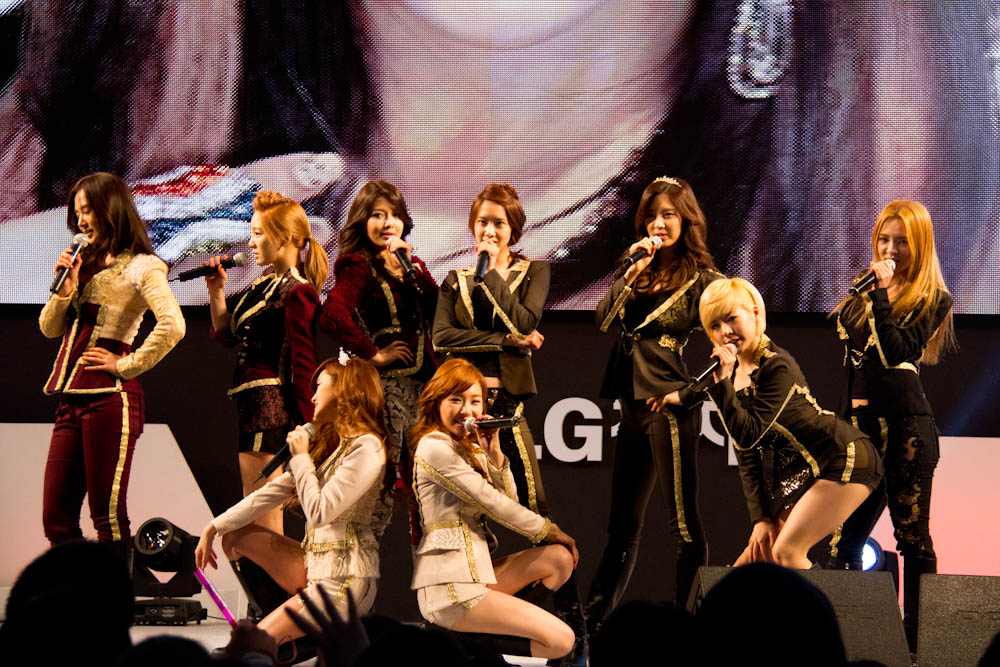
Le Girls' Generation si esibiscono con "The Boys" al LG Cinema 3D World Festival, 1º aprile 2012.

Il 31 gennaio 2012 il gruppo si esibì al Late Show with David Letterman, cantando una versione in lingua inglese di "The Boys". Il giorno seguente apparve al Live! with Kelly: si trattò della prima volta che un gruppo sudcoreano si esibiva in entrambe le trasmissioni. Furono ospiti anche al programma francese Le Grand Journal il 9 febbraio, dopo l'annuncio che The Boys sarebbe uscito anche in Francia il 13 del mese. Intanto, la rivista Forbes diffuse la lista delle quaranta celebrità più influenti in Corea del Sud, con le Girls' Generation a dominare la prima posizione per il secondo anno consecutivo.
Ad aprile, Taeyeon, Tiffany e Seohyun formarono la sotto-unità Girls' Generation-TTS (o TaeTiSeo), pubblicando l'EP Twinkle il 2 maggio.
Il 27 giugno uscì "Paparazzi", singolo di traino del loro secondo album giapponese. Il 3 luglio, il gruppo annunciò una collaborazione con le Poste sudcoreane per l'emissione di quattordici francobolli a loro dedicati in occasione del quinto anniversario: metà dei fogli disponibili andò esaurita in un'ora. La versione giapponese del brano "Oh!" venne pubblicata il 26 settembre 2012 e raggiunse il primo posto nella classifica settimanale Oricon dei singoli, con 66 000 copie vendute nella prima settimana. Il loro secondo album giapponese, Girls & Peace, uscì il 28 novembre 2012, preceduto dal singolo "Flower Power", il 21 novembre.
Il 21 dicembre, le Girls' Generation eseguirono un remake del brano Mercy di Duffy, dal titolo "Dancing Queen".

### 2013-2014: nuovi album,Mr.Mr.e il ritiro di Jessica
Il 1º gennaio 2013, le Girls' Generation pubblicarono il quarto album coreano in studio dal titolo I Got a Boy. Il disco vendette più di 265 000 copie solo il primo mese. Il 9 febbraio, il gruppo iniziò il secondo tour giapponese a Kōbe, proseguendo con venti concerti in sette città, esibendosi davanti a più di 200.000 persone. Il 20 marzo, pubblicarono la prima compilation remix giapponese, Best Selection Non Stop Mix, mentre l'11 aprile fu la volta dell'album live 2011 Girls' Generation Tour. Il 26 aprile 2013, le Girls' Generation annunciarono il primo tour mondiale, il Girls' Generation World Tour Girls & Peace, che cominciò a Seul l'8 giugno. Successivamente, uscirono il settimo, l'ottavo e il nono singolo giapponesi: "Love & Girls", "Galaxy Supernova" e "My Oh My".
Il 21 ottobre, vincono un YouTube Music Awards, come video dell'anno, per la canzone "I Got a Boy". L'11 dicembre, il gruppo pubblicò il settimo album in studio, Love & Peace, che debuttò al primo posto della classifica giornaliera Oricon con più di 37 386 copie vendute. Nella classifica dei gruppi di maggior successo del 2013 stilata dal media outlet Dispatch, le Girls' Generation apparvero al primo posto.
Il 24 febbraio 2014, le Girls' Generation pubblicarono il loro quarto EP coreano Mr.Mr.. Esso raggiunse in un'ora la vetta di nove diverse classifiche sudcoreane (Melon, Mnet, Olleh, Bugs, Genie, Soribada, Monkey3, Naver e Daum), ottenendo un "all-kill", debuttò al numero 110 nella Billboard 200, il miglior piazzamento del gruppo fino a quel momento, e la title track "Mr.Mr." fu indicata dalla rivista TIME come una delle venticinque canzoni migliori uscite nei primi sei mesi dell'anno. Il 23 luglio, pubblicarono la raccolta giapponese The Best, mentre ad agosto due loro canzoni, "I Got a Boy" e "Gee", rientrarono nella lista, stilata da Pitchfork, delle venti canzoni k-pop da ascoltare tra quelle uscite negli ultimi anni.
Il 30 settembre, in seguito a un post di Jessica sul proprio profilo Weibo, la casa discografica rese noto che la cantante aveva deciso di cessare le proprie attività con il gruppo per concentrarsi sui suoi progetti personali, e che le Girls' Generation avrebbero continuato in otto. Jessica, da parte sua, dichiarò che le compagne avevano improvvisamente deciso di non sostenere più la sua decisione di lavorare anche nella moda come stilista, e che, nonostante l'appoggio dell'agenzia, aveva ricevuto una nota che le chiedeva di lasciare il gruppo. L'ultima canzone che vide la sua collaborazione fu la giapponese "Divine", il cui video musicale uscì il 14 ottobre.

### 2015-2016:Catch Me If You Can, l'albumLion Hearte il singoloSailing 0805
Il 22 aprile 2015, pubblicarono il singolo giapponese Catch Me If You Can, con anche una versione coreana in uscita il 10 aprile insieme al video musicale di entrambe le edizioni. Una prima registrazione, sia della canzone che del video, di Catch Me If You Can includeva anche Jessica, ma fu cassata e sostituita dopo la sua uscita dal gruppo, per poi essere successivamente leakkata. Il 7 luglio, esce il singolo coreano Party, promosso con la title track omonima e contenuto anche nel nuovo album Lion Heart, in uscita in due parti il 18 e 19 agosto. Lion Heart contiene 12 canzoni, tra cui le title track "Lion Heart" e "You Think", che verranno utilizzate per la promozione del disco, e nuove canzoni inedite.
Il 5 agosto 2016, esce per il loro 9º anniversario il singolo "Sailing 0805" , in cui nel video musicale una bottiglia ripercorre le più importanti canzoni del gruppo.

### 2017: il sesto albumHoliday Nighte il ritiro di Tiffany, Sooyoung e Seohyun da SM Entertainment
Dopo una lunga assenza di due anni, le Girls' Generation fanno il loro ritorno con il sesto album "Holiday Night" per il loro 10º anniversario. L'album è accompagnato da due video musicali "Holiday" e "All Night".
Nell'ottobre del 2017, la SM Entertainment ha annunciato che i membri Tiffany, Sooyoung e Seohyun (senza però specificarne il motivo) hanno deciso di non rinnovare i propri contratti con l'agenzia. Tuttavia, i tre membri hanno espresso la loro intenzione a rimanere membri del gruppo nonostante il cambio di agenzia. La SM entertainment ha dichiarato che il gruppo non ha alcuna intenzione di pensare allo scioglimento e che le attività verranno decise in futuro. In un'intervista con Paper, Hyoyeon ha dichiarato: "Le Girls' Generation non si sono mai sciolte, quindi possiamo tornare in qualunque momento quando sarà ora. Potrebbe essere per l'11º, il 12º anniversario... per ora ci stiamo concentrando sulle attività individuali ma un giorno, presto, torneremo per i nostri fans. Insieme".

### 2018: le Oh!GG
Nell'agosto 2018, la SM Entertainment ha formato il secondo sottogruppo delle Girls' Generation, chiamato Oh!GG e composto da cinque membri: Sunny, Taeyeon, Yoona, Yuri e Hyoyeon. Hanno pubblicato il loro singolo di debutto "Lil 'Touch" il 5 settembre 2018.

### 2022: il ritorno sulle scene con il settimo full albumForever 1e il programmaSoshi TamTam
Il 17 Maggio 2022 la SM Entertainment annuncia ufficialmente che le Girls' Generation faranno un comeback come gruppo completo, con la pubblicazione di un album nel mese di Agosto. Inoltre Il gruppo ha preso parte anche ad un reality show, le cui riprese sono iniziate a fine Maggio. Il reality show, composto da 8 episodi, è stato mandato in onda a partire dal 5 Luglio 2022 dall'emittente JTBC e ha come titolo “소시탐탐/Soshi-tamtam”. 
Il 24 Luglio 2022, viene ufficializzato il comeback del gruppo con l'annuncio della pubblicazione del settimo full album intitolato Forever 1, che sancisce definitivamente il ritorno sulle scene musicali. Il disco esce in formato digitale il 5 Agosto, il giorno del debutto del gruppo, mentre in formato fisico viene pubblicato l'8 Agosto. La title track dell'album è prodotta da KENZIE, già autrice di grandi successi del gruppo come "Into The New World", "Oh!" e "All Night",

## Formazione
Attuale
- Taeyeon (태연) – leader, voce (2007-presente)
- Sunny (썬니) – voce, rap (2007-presente)
- Tiffany (티파니) – voce, rap (2007-presente)
- Hyoyeon (효연) – voce, rap (2007-presente)
- Yuri (유리) – voce, rapper (2007-presente)
- Sooyoung (수영) – voce, rap (2007-presente)
- Yoona (윤아) – voce, rap (2007-presente)
- Seohyun (서현) – voce (2007-presente)

Ex componenti
- Jessica (제시카) – voce (2007-2014)

Sottogruppi
- Girls' Generation-TTS – (Taeyeon, Tiffany e Seohyun; 2012-2016)
- Girls' Generation-Oh!GG – (Taeyeon, Sunny, Kim Hyoyeon, Yuri e Yoona; 2018-presente)

## Discografia

### Album in studio
In lingua coreana
- 2007 – Girls' Generation
- 2010 – Oh!
- 2011 – The Boys
- 2013 – I Got a Boy
- 2015 – Lion Heart
- 2017 – Holiday Night
- 2022 – Forever 1

In lingua giapponese
- 2011 – Girls' Generation
- 2012 – Girls & Peace
- 2013 – Love & Peace

## Tournée

### Tour Asiatici
- Into the New World (2009-2010)
- 2011 Girls' Generation Asia Tour (2011-2012)
- Girls' Generation World Tour Girls & Peace (2013-2014)
- Girls' Generation's Phantasia (2015-2016)

### Tour in Giappone
- The First Japan Arena Tour (2011)
- Girls & Peace: 2nd Japan Tour (2013)
- Girls' Generation Japan 3rd Tour 2014 (2014)

### Concerti speciali
- Girls' Generation "The Best Live" at Tokyo Dome (2014)
- Holiday To Remember (2017)

## Programmi televisivi
- We Got Married (우리 결혼했어요) - reality show, episodio 42, 45, 2x30 (2009)
- The Return of Superman (슈퍼맨이 돌아왔다) - programma televisivo, episodio 95, 96 (2015)
- Knowing Bros (아는 형님) - programma televisivo, episodi 88-89 (2017)
- Soshi TamTam (소시탐탐) - reality show, 8 episodi (2022)